# Кањачи (Изернија)
Кањачи је насеље у Италији у округу Изернија, региону Молизе.
Према процени из 2011. у насељу је живело 80 становника. Насеље се налази на надморској висини од 693 м.